# Andrea Ghilini
Andrea Ghini Malpighi (Andrea Ghilini) (né à Florence et mort le 2 juin 1343) est un cardinal italien  du XIVe siècle.

## Repères biographiques
Andrea Ghini Malpighi (Andrea Ghilini) est chanoine au chapitre de Tournai et trésorier de l'archidiocèse de Reims. Il est aumônier du roi Charles le Bel et conseiller du roi Philippe V. Il est élu évêque d'Arras en 1329 et transféré au diocèse de Tournai en 1334. Ghini Malpighi est le fondateur du  Collège des Lombards à Paris en 1334, du monastère de S. Benedetto à Florence et du Collegio di S. Maria di Tournai à Padoue. 
Ghini Malpighi est créé cardinal par le pape Clément  VI lors du consistoire du 20 septembre 1342. Il est légat apostolique en Aragon et est chargé de négocier la paix entre les rois Pedro de Aragón et  Jaime de Mallorca. Il meurt en voyage à Perpignan pour rencontrer le roi Jacques III de Majorque.